# Barco de desembarco ruso Minsk
Minsk (en ruso: Минск) es un Buque de guerra anfibio de la clase Ropucha de la Armada rusa. El barco fue construido en el Astillero de Gdańsk en Gdańsk, Polonia, para la Armada Soviética, y fue encargado en 1983. El Minsk es parte de la Flota Rusa del Báltico. 
El 13 de septiembre de 2023, el barco resultó dañado en un ataque con misiles ucraniano contra el astillero de Sebastopol.

## Historial de servicio
El Minsk fue trasladado a Sebastopol, atravesando el estrecho de los Dardanelos, el 9 de febrero de 2022, como parte de una flota de seis barcos de desembarco llevados al Mar Negro en lo que Rusia llamó maniobras, mientras negaba estar preparado para un ataque a Ucrania. En ese momento se especuló que Rusia podría realizar un ataque anfibio contra Ucrania. Hasta septiembre de 2023, ninguna de las partes ha realizado ataques anfibios importantes y Minsk tenía su base en Sebastopol.

### Ataques a Sebastopol
Durante 2023 se produjeron distintos ataques a la flota rusa en Sebastopol, dañando varios buques, entre ellos otros dos de la clase Ropucha. Después de los ataques iniciales, parte de la flota parecía haber sido dispersada desde Sebastopol, pero el Minsk permaneció en el puerto.

### Ataque con misiles a Minsk
El 13 de septiembre de 2023, funcionarios rusos informaron de ataques aéreos y marítimos contra Sebastopol. Dijeron que tres drones navales habían sido destruidos pero que algunos misiles de crucero habían impactado en el astillero provocando incendios y daños al Minsk y al submarino de la clase Kilo B-237 Rostov na Donu. Varias fuentes informaron que los ataques fueron presuntamente realizados con los misiles de crucero Storm Shadow suministrado por el Reino Unido y lanzado desde un Su-24 de la Fuerza Aérea de Ucrania. Las agencias de inteligencia occidentales han evaluado públicamente que las imágenes de código abierto del Minsk después del ataque muestran daños consistentes con que el buque había sido "destruido funcionalmente" por el ataque.